# 梅恩海峽
梅恩海峽（英語：Main Channel），是南極洲的海峽，位於南喬治亞群島，處於斯特羅姆內斯灣，在1930年由英國海軍繪入地圖，該海灣由英國海外領土管轄。